# Zamia bussellii
Zamia bussellii là một loài thực vật hạt trần trong họ Zamiaceae. Loài này được Schutzman, R.S.Adams, J.L.Haynes & Whitelock mô tả khoa học đầu tiên năm 2008.